# Riolama
Riolama es un género de lagartos de la familia Gymnophthalmidae. Son endémicos de Venezuela. 

## Especies
Se reconocen a las siguientes especies:
- Riolama leucosticta (Boulenger, 1900)
- Riolama luridiventris Esqueda, La Marca & Praderio, 2004
- Riolama uzzelli Molina & Señaris, 2003